# Deb Amlen
Deb Amlen (nacida el 22 de abril de 1962) es una escritora de humor y constructora de crucigramas cuyo trabajo ha aparecido en The New York Times, The Washington Post, Los Angeles Times y otras publicaciones nacionales.

## Carrera
Ella está en el equipo que construye el crucigrama American Values Club (anteriormente crucigrama The Onion y The A.V. Club), editado por Ben Tausig, y es columnista de «X Games» para la revista BUST. En enero de 2011, Amlen es la bloguero oficial de The New York Times que escribe sobre el crucigrama de The New York Times en Wordplay. También se graduó de la promoción de 1980 de la Escuela Secundaria de Ciencias del Bronx.
Es autora de It's Not PMS, It's You (2010, Sterling Publishing), una mirada humorística a las posibles razones biológicas detrás de por qué los hombres actúan como lo hacen. El segundo libro de Amlen es Create Your Life Lists (2011, Sterling Publishing), una guía práctica para escribir listas de vida.